# Eduardo Larraín Cordovez
Eduardo Larraín Cordovez (* 7. Mai 1890 in San Bernardo, Chile; † 20. Oktober 1970) war chilenischer Geistlicher.
Larraín Cordovez war das dritte von vier Kindern von Wendeslao Larraín Montes und María Luisa Cordovez Aguirre. Er wurde am 4. Mai 1913 zum Priester für das Erzbistum Santiago de Chile geweiht. Papst Pius XI. ernannte ihn am 9. Juli 1938 zum Bischof von Rancagua. Rafael Lira Infante, sein Vorgänger als Bischof von Rancagua und damals Bischof von Valparaíso, weihte ihn am 21. September 1938 zum Bischof. Papst Paul VI. nahm am 2. Februar 1970 seinen Rücktritt an und ernannte ihn zum Titularbischof von Vegesela in Numidia.
Er nahm an der ersten Sitzungsperiode des Zweiten Vatikanischen Konzils als Konzilsvater teil.